# Blackstonia perfoliata
Blackstonia perfoliata  es una especie de planta en la familia Gentianaceae que se desarrolla alrededor de cuenca del Mediterráneo, y se extiende en el interior del noroeste de Europa.

## Descripción

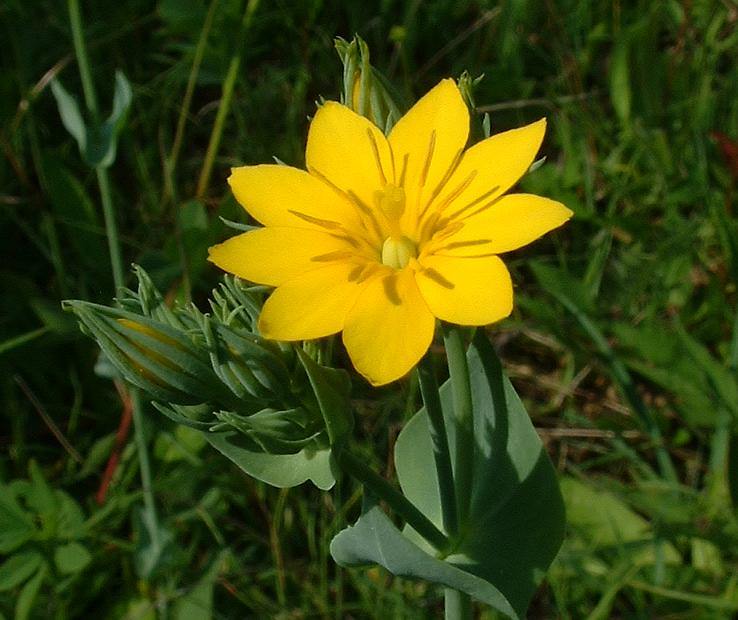
Detalle de la flor.

Es una planta que presenta un color de verde a gris pálido, con las hojas casi triangulares, superiores opuestas soldadas de ahí el calificativo perfoliada (el tronco da la impresión de pasar a través de la hoja). Las flores amarillas tienen de 6 a 10 pétalos, están dispuestas en cima.

## Características

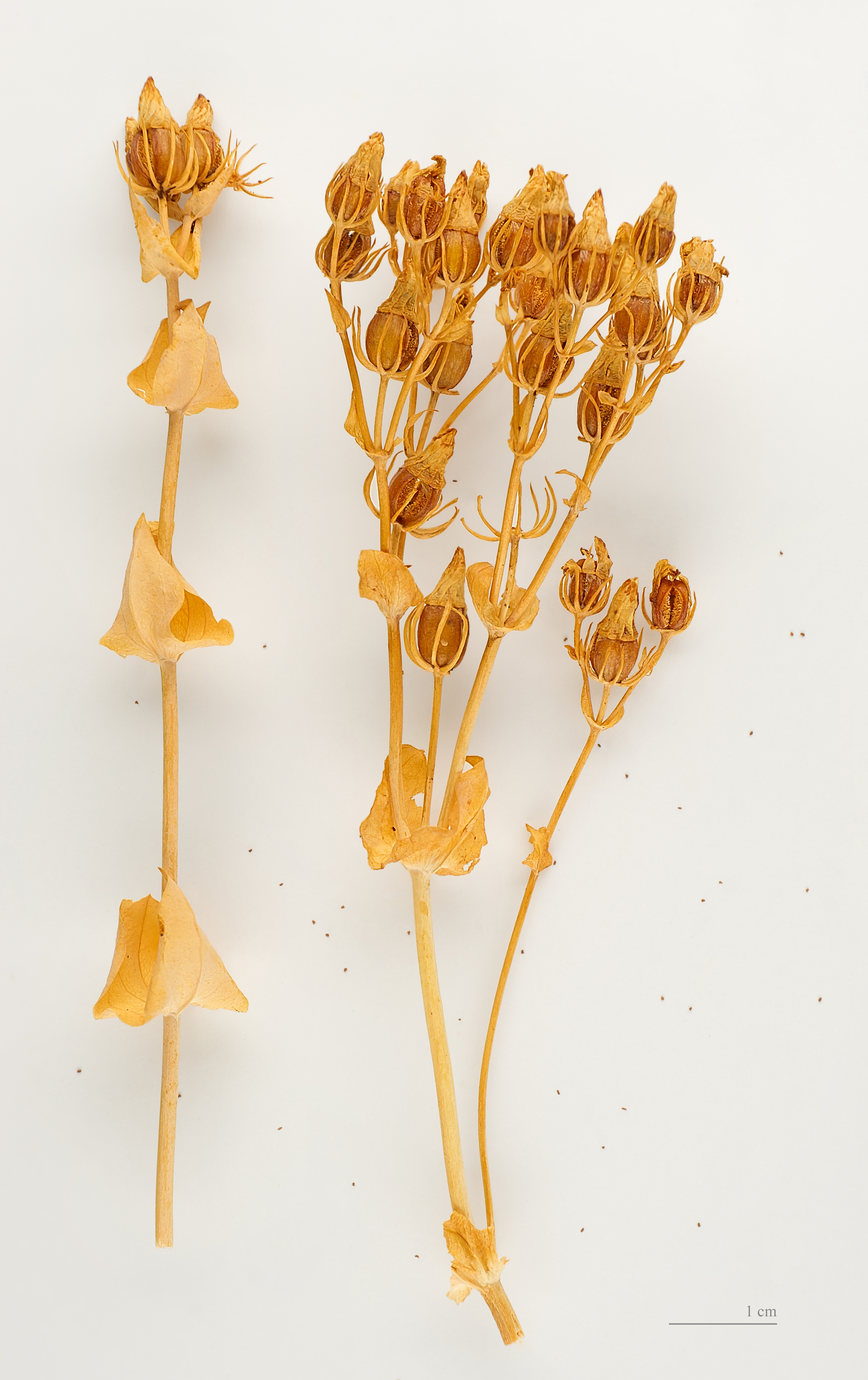
cápsula y semillas

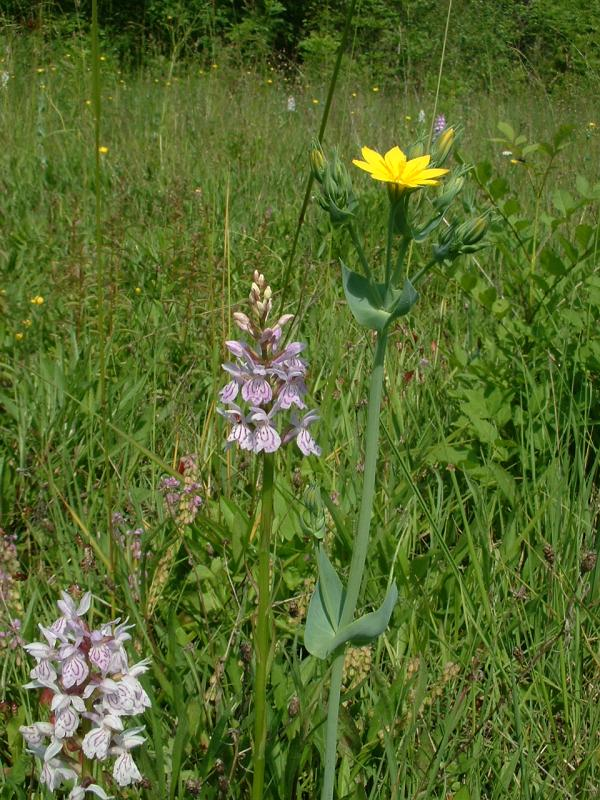
Hábitat (asociación con Dactylorhiza maculata, Polygala vulgaris y bardana).

Su inflorescencia es una cima bipar, siendo planta hermafrodita con polinización autógama siendo su periodo de floración de mayo a septiembre 
Su fruto es cápsula y el método de diseminación de sus semillas es por la gravedad al pie de la planta madre.

## Hábitat
Su hábitat modelo son los claros higrófilos de nivel topográfico medio, marnicoles basófilas, su superficie de distribución es el mediterráneo-atlántico

## Plagas
Entre los patógenos que afectan a B. perfoliata se incluye Peronospora chlorae.

## Taxonomía
Blackstonia perfoliata fue descrita por (L.) Huds. y publicado en Flora Anglica 146. 1762.
Sinónimos
- Blackstonia intermedia  (Ten.) Pau
- Chlora intermedia Ten.
- Chlora perfoliata (L.) L.
- Gentiana perfoliata L.[4]
- Blackstonia perfoliata var. ponsii (Pau) O.Bolòs & Vigo
- Centaurium perfoliatum (L.) E.H.L.Krause
- Chironia perfoliata Salisb.
- Chlora mascariensis Desf. ex Steud.
- Chlora sicula Tineo ex Guss.
- Pleurimaria mascariensis Raf.
- Pleurimaria perfoliata Raf.

## Nombres comunes
- Castellano: canchalagua española, centaura, centaura amarilla, centaura de flor amarilla, centaura groga, centaura menor de flor amarilla, centaurea amarilla, centaurea de Mesué, clora, perfoliada.[4]